# علي زيوار
علي زيوار (1922 - 2005)، لاعب ومعلق رياضي مصري، ، أحد أقدم وأشهر المعلقين المصرين على مباريات كرة القدم، واشتهر زيوار بلقب شيخ المعلقين وكبير المعلقين، وهو صاحب المقولة: «إيه الحلاوة دى»، «يا ولد يا ولد يا ولد»، «إحنا بقى بتوع اللغات»، و«أنا مش متكيف من الماتش ده»، كانت هذه أشهر العبارات التي يستخدمها المذيع على زيوار، صاحب «الأفيهات» الأشهر في تاريخ التعليق على الكرة المصرية.

## حياته
إسمه الكامل (محمد على زيوار) ومعروف بـ علي زيوار، ولد في 22 مارس عام 1922 في القاهرة، في بداية مشواره مع كرة القدم اكتشفه الكشاف الشهير الكابتن عبده البقال، وعرضه في البداية على نادي الزمالك الذي رفضه لقصر قامته، ليُكتب له الانتقال للنادي الأهلي من ذلك الوقت ويتدرج في مراحله السنية حتى يصل للفريق الأول. شارك زيوار في اللعب منذ موسم 1938 وحتى 1949 إلا أن الموسم الأخير له في الملاعب كان الأقرب إلى قلبه خاصة أنه كان ضمن أول فريق يجمع بين الدوري والكأس معًا، ومع نهاية هذا الموسم انتهت علاقة على زيوار بالمستطيل الأخضر كلاعب فقط، لكن لم يتمالك نفسه أن عاد مرة أخرى مديرا للكرة.كان أول مدير كرة يبدأ العمل بمبدأ الثواب والعقاب، وعمل منذ عام 1958 وحتى 1966.
لعب زيوار في صفوف الاهلي المصري في بداية الاربعينيات واعتزل الكرة عام 1949 واتجه إلى التحكيم ثم اعتزل التحكيم وعمل بالإدارة، وتولى زيوار منصب مدير الكرة بالاهلي من 1958 وحتى 1966 وحقق مع الاهلي عدة بطولات واشتهر بالحزم في تعامله مع اللاعبين.

## عمله في الإذاعة والتلفزيون
بدأ زيوار مشواره مع التعليق على مباريات الكرة من خلال الإذاعة المصرية عام 1959 ثم عمل معلقا بالتلفزيون المصري من عام 1963 حتى اعتزاله التعليق مع بداية التسعينيات من القرن العشرين.

## ظهوره في السينما
شارك علي زيوار في ثلاثة أفلام مصرية كمعلق وهي:
- العنب المر (فيلم) - (1965).
- رجل فقد عقله (فيلم) - (1980).
- عودة الهارب (فيلم) - (1990).

## وفاته
توفي يوم السبت 8 أكتوبر 2005م وذلك بعد صراع طويل مع المرض، وشيعت جنازته من مسجد مستشفى المعادي للقوات المسلحة.